# Semecarpus perniciosus
Semecarpus perniciosus är en sumakväxtart som beskrevs av Evrard & Tardieu. Semecarpus perniciosus ingår i släktet Semecarpus och familjen sumakväxter. Inga underarter finns listade i Catalogue of Life.